# Drive (badminton)
Pour les articles homonymes, voir Drive.
Au badminton, un drive est un coup offensif et sec dirigé entre la ligne de service et la ligne de fond. 

## Description
Le volant est poussé soit en diagonale, soit en parallèle par rapport aux lignes latérales. Il sert à déplacer l'adversaire latéralement. Il est utilisé pour répondre à une attaque adverse latérale. La trajectoire est pratiquement horizontale car c'est un coup frappé avec beaucoup de vitesse.

## Analyse
C'est un coup rare en simple, car il présente trop de risques de sortir du terrain. L'objectif du drive est de contraindre l'adversaire à un jeu défensif en plaçant le point de chute du volant le plus proche possible des limites du terrain.
C'est un coup plutôt utilisé en double car le terrain défendu par chaque joueur est plus court. 
Ce coup ressemble à un smash mais ayant une trajectoire tendue. Il est souvent utilisé pour contre-attaquer lors d'un smash manqué par l'adversaire.